# USS Eldridge (DE-173)
El USS Eldridge (DE-173) va ser un destructor d'escorta nord-americà de la Classe Cannon, conegut principalment per ser usat en l'Experiment Filadèlfia.

## Historial
Va entrar en servei a la Drassana Naval de Nova York el 27 d'agost de 1943. Entre el 4 de gener de 1944 i el 9 de maig de 1945 l'Eldridge va participar en tasques d'escorta al Mediterrani de transport d'homes i materials de suport en les operacions aliades al nord d'Àfrica i sud d'Europa. En total va realitzar nou viatges d'escorta entre Casablanca, Bizerta i Orà.
El 28 de maig de 1945 va salpar de Nova York per prestar servei al Pacífic. Quan es anava cap a Saipan, al juliol, va contactar amb un objecte subaquàtic, al qual va atacar immediatament, tot i que no es van observar resultats. Va arribar a Okinawa el 7 d'agost per fer tasques d'escorta i patrulla local, i amb el final de les hostilitats, una setmana després, va continuar realitzant tasques d'escorta entre Saipan-Ulithi-Okinawa fins al novembre. L'Eldridge va passar a la reserva el 17 de juny de 1946.
El 15 de gener de 1951 va ser transferit sota el programa d'assistència a la defensa mútua a Grècia, on va servir amb el nom Leon (D-54). L'Eldridge va ser donat de baixa per l'Armada grega el 5 de novembre de 1992 i l'11 de novembre de 1999 va ser venut per al seu desballestament a V & J Scrapmetal Trading Ltd

## Experiment Filadèlfia
L'Experiment Filadèlfia era un suposat experiment militar naval en la Drassana Naval de Filadèlfia, Pennsilvània, pel qual en algun moment al voltant del 28 d'octubre de 1943 l'Eldridge passava a ser invisible, mitjançant un dispositiu de camuflatge, als observadors humans per un breu període. També es coneix com a Projecte Rainbow.
La història és considerada majoritàriament com un engany. La US Navy manté que no hi va haver tal experiment, i els detalls de la història contradiuen fets ben contrastats sobre l'Eldridge.